# Gerdak
Gerdak (persiska: گردک) är en ort i Iran.   Den ligger i provinsen Kermanshah, i den nordvästra delen av landet, 500 km väster om huvudstaden Teheran. Gerdak ligger 1 104 meter över havet och antalet invånare är 111.
Terrängen runt Gerdak är huvudsakligen kuperad, men västerut är den bergig. Gerdak ligger nere i en dal. Runt Gerdak är det ganska tätbefolkat, med 72 invånare per kvadratkilometer. Närmaste större samhälle är Javānrūd, 11,9 km öster om Gerdak. Omgivningarna runt Gerdak är i huvudsak ett öppet busklandskap.